# Arrondissement de Zwickau-Campagne

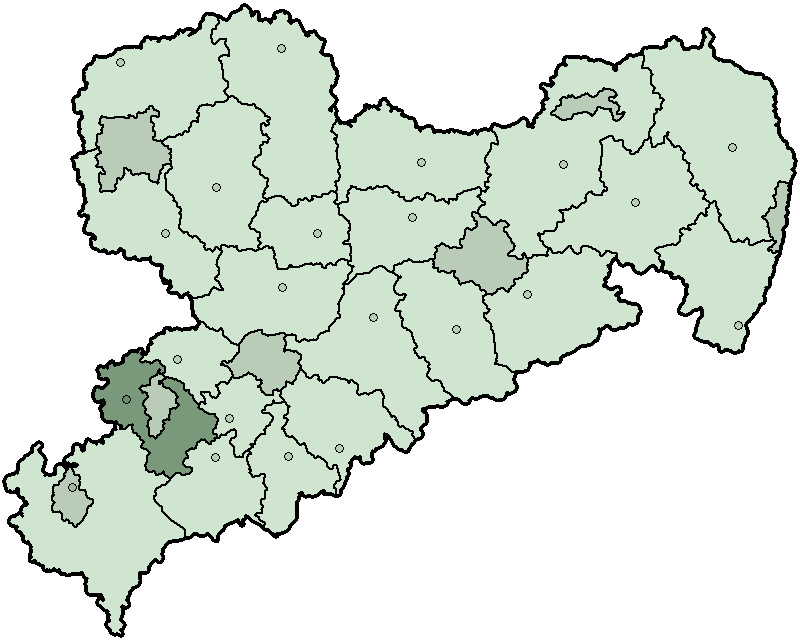
Localisation de l'ancien arrondissement en Saxe

L'arrondissement de Zwickau-Campagne était un arrondissement  ("Landkreis" en allemand) de Saxe  (Allemagne), dans le district de Chemnitz de 1994 à 2008.
Son chef lieu était Werdau.
Il fut regroupé avec d'autres arrondissements le 1er août 2008 selon la réforme des arrondissements de Saxe de 2008.

## Villes et Communes
(nombre d'habitants en 2007)
| Villes | |
| 1. Crimmitschau, Große Kreisstadt (21.953) 2. Hartenstein (4.975) 3. Kirchberg (9.336) 4. Werdau, Große Kreisstadt (23.925) 5. Wildenfels (4.000) 6. Wilkau-Haßlau (11.595) Verwaltungsgemeinschaften 1. Verwaltungsgemeinschaft Crimmitschau-Dennheritz mit Sitz in Crimmitschau, Mitglieder: Crimmitschau und Dennheritz 2. Verwaltungsgemeinschaft Kirchberg mit Sitz in Kirchberg, Mitglieder: Crinitzberg, Hartmannsdorf b. Kirchberg, Hirschfeld und Kirchberg | Gemeinden 1. Crinitzberg (2.238) 2. Dennheritz (1.466) 3. Hartmannsdorf b. Kirchberg (1.460) 4. Hirschfeld (1.260) 5. Fraureuth (5.703) 6. Langenbernsdorf (3.974) 7. Langenweißbach (2.829) 8. Lichtentanne (7.022) 9. Mülsen (12.527) 10. Neukirchen/Pleiße (4.364) 11. Reinsdorf (8.565) |